# Incapacitants
Incapacitants (englisch Unzulänglichkeiten) ist ein 1981 gegründetes Noiseprojekt.

## Geschichte
Toshiji Mikawa gründete Incapacitants 1981 als Soloprojekt in Osaka. Unter dem Einfluss des Punk gewann er die Überzeugung selbst musikalisch Aktiv sein zu können. Neben diesem kulturellen Einfluss des Do-it-yourself-Ansatzes beeinflussten ihn Blorp Essette, eine Kompilation der Los Angeles Free Music Society, Musical Experiences von Jean Dubuffet und das Stück Alienated Industrial Seagulls Etc. von Fred Frith. Die Freiheit und Kompromisslosigkeit die ihm diese Musik vermittelte bestärkte ihn darin Noise zu spielen.
Nach ersten Veröffentlichungen wurden Mikawa Angebote Aufzutreten unterbreitet. Er wollte die Offerte nicht ausschlagen, jedoch ebenfalls nicht allein performen, weshalb er Freunde hinzuholte. Zuerst trat er mit Takahiro Kuramoto, später mit Eye Yamatsuka von Hanatarash auf. Nach einem Umzug nach Tokio im Jahr 1986 wurde er auch gebeten dort aufzutreten. So kam in Tokio Fumio Kosakai zu Incapacitants. Anfangs sah Mikawa die Kombination mit Kosakai kritisch. Allerdings entwickelte sich das Duo so weit, dass er sich Incapacitants nicht mehr ohne ihn vorstellen mochte.
Im November 1999 traten sie erstmals außerhalb Japans, 1999 auf dem Music Unlimited Festival in Wels, Österreich, auf. Weitere internationale Auftritte folgten sporadisch. So wurde zwei Jahre später ein Auftritt in New York City geplant, den Incapacitants jedoch aufgrund der Terroranschläge am 11. September 2001 nicht wahrnehmen konnte. Bis die, durch ihre Berufstätigkeit eng getakteten Musiker, in den Vereinigten Staaten auftraten vergingen noch einige Jahre. Erst im November 2007 trat Incapacitants beim viertägigen No Fun Fest im The Hook in Red Hook erstmals in den USA auf und begeisterte das anwesende Publikum von etwa 600 Gästen.
Auch Mikawa führt den Auftritt beim No Fun neben jenem ersten in Wels und einem in Tokio im April 2006 als die in seiner Erinnerung eindrucksvollsten an.

## Werk und Wirkung
Incapacitants zählt zu den stilprägenden, ältesten, bekanntesten und bedeutendsten Vertretern des Noise und Japanoise. Die Auftritte des Duos werden zu den eindrucksvollsten Performances im Genre gerechnet.

### Bedeutung
Das Duo erarbeitete sich zügig einen Ruf als eindrucksvolle Performer und gilt neben Hijokaidan, Merzbow, C.C.C.C. und Solmania als eine der bekanntesten Japanoise-Bands, als Vorreiter und Ideengeber des Harsh Noise Wall, sowie als Klassiker des Noise insgesamt.

„Their sound is pure and brilliant, and it has been a big influence on pretty much everybody who plays any facet of this genre, from power electronics to straight noise. It’s safe to say that noise would not be the same without Incapacitants.“

„Ihr Sound ist rein und brillant, und er hat so ziemlich jeden beeinflusst, der irgendeine Facette dieses Genres spielt, von Power Electronics bis hin zu purem Noise. Man kann mit Sicherheit sagen, dass Noise ohne Incapacitants nicht dasselbe wäre.“

### Stil
Incapacitants begann mit der Intention Noise in Reinform zu kreieren. Ihre Musik basiert auf Rückkopplungen, einer verzerrten Stimme, sowie verschiedenen analogen und elektronischen Gerätschaften zum Erzeugen von Klängen.
Die Stücke bestehen aus pulsierenden Geräuschen, Quietschen und Schreien, mehreren Geräuschkanälen, die zerhackt und gemischt werden oder einem konstanten Hintergrund aus dem sich Manipulation heben. Diese Manipulation der Textur wird über die Konstanz zum Teil des Gesamtklangs und wird Teil der als Hintergrund wahrgenommenen Geräuschkulisse.

### Inhalt
Beide Musiker sind Vollzeitberufstätig. Fumio Kosakai ist Angestellter eines Regierungsbüro und Toshiji Mikawa Bankangestellter. Derartige Berufsfelder sind derweil für die Musiker des Japanoise häufig gegeben. Mikawa verweist gelegentlich in Titeln der Stücke und Alben von Incapacitants auf seine Tätigkeit. In der Kombination mit der radikalen Musik jenseits eines popkulturellen Mainstream-Erfolgs ironisiert und karikiert Incapacitants damit die japanische Konsumgesellschaft.

### Performance
Die Auftritte von Incapacitants gelten als derart wild, „dass sie an Pro-Wrestling-Kämpfe erinnern könnten.“ Auftritte des Duos sind von emotionaler und körperlicher Intensität geprägt. Fumio Kosakai und Toshiji Mikawa interagieren dynamisch mit ihrer Musik und „reagieren ausdrucksstark auf jedes Geräusch und zucken mit rasenden Gesten, als wären sie von ihrem eigenen Lärm besessen.“ Auch das Publikum verhält sich ähnlich mit der Musik und der Performance der Musiker interagierend. Luftboxen, Crowdsurfing, Brüllen und das Erstürmen der Bühne sind dokumentierte Reaktionen. Damit steht das Verhalten des Publikums von Incapacitants konträr zu dem der üblichen Noiseszene.

## Diskografie
Studioalben
- 1983: Peony Crackers (Pariah Tapes)
- 1985: Project Pallo ’85 (Pariah Tapes)
- 1989: Repo (Alchemy Records)
- 1991: Feedback of N.M.S. (Alchemy Records)
- 1992: Fabrication (Alchemy Records)
- 1993: Quietus (Alchemy Records)
- 1993: Stupid is Stupid (Sounds for Consciousness Rape)
- 1993: Extreme Gospel Nights (Vanilla Records)
- 1994: Ad Nauseam (Banned Production)
- 1995: El Shanbara Therminosis (G.R.O.S.S.)
- 1995: Operorue (Kubitsuri Tapes)
- 1995: D.D.D.D. (Old Europa Café)
- 1995: As Loud As Possible (Zabriskie Point)
- 1995: Ministry of Foolishness (Pure)
- 1996: New Movements In CMPD (Alchemy Records)
- 1996: Cosmic Incapacitants (Betley Welcomes Careful Drivers)
- 1996: Asset Without Liability (time STEREO, Bulb Records)
- 1996: The Tongue (Chocolate Monk)
- 1997: I, Residuum (Less Than Zero)
- 1999: Default Standard (Alchemy Records)
- 2004: Sec End (Meatbox Records)
- 2007: 73 (Alchemy Records)
- 2008: Burning Orange (Pica Disk)
- 2009: Tight (Dogma Chase)
- 2009: Lon Guy (Harbinger Sound)
- 2012: Mon, Ma? Mon!!! (Triangle, Outcry Records, Cerosene)
- 2012: Zashikiwarashi Effect (Ljud & Bild Produktion)
- 2012: Eat! Meat!! Manifesto!!! (Rape Art Productions)
- 2017: Survival of the Laziest (Alchemy Records)
- 2017: Breath of Insect (Gerpfast Kolektif, Gerpfast Raw Tape Division)
- 2018: Zouvneree (Alchemy Records)
- 2019: Ostracized Enigmatic Conqueror (Old Europa Café)
- 2020: Onomatopée Suicida (Total Black)
- 2020: Incapacitants (Urashima)
- 2023: Oxen Man’s Uneasiness (Oxen)

Livealben
- 2000: Live Incapacitants (Alchemy Records)

Singles
- 1995: Alcoholic Speculation (Zabriskie Point)
- 1995: Sarin Will Kill Every Bad Aum !!! (Dirter Promotions)
- 1995: Mother Savage (Noise Productions)
- 2012: Walk Home (Hermitage Tapes)
- 2012: A Child Who Watched the Sky and So On (Cold Spring)

Split und Kollaborationen
- 1991: Studie Für Konvulsivisches Denken / Inverted Yield Curve (Mit Freudwerk, Freudwerk)
- 1995: Gruenkreuz (Mit Stahlnetz, Campaign Org.)
- 1995: I Hate Derivatives / Wet Panty Contest (Mit Macronympha, Mother Savage Noise Productions)
- 1997: Quo Warranto / Channelling Through Transparent Planes (Mit JunkDrome, Freak Animal Records)
- 1997: Selling Mutual Fund by the Pound / Most of my Problems are Solved by an Afternoon Snooze (Mit Kazumoto Endo, Gentle Giant Records)
- 1997: Funds of Funds of Funds / Landmine Contrivances (Mit Autoerotichrist, WMF Recordings, Spite)
- 1998: We Are All Stupid (Mit K2, absurd)
- 1999: Stocks & Bonds (Mit T.A.D.M, Self Abuse Records)
- 2002: Vitamin Buckfast (Mit In Spite of Flaming Creatures, Starlight Furniture Co.)
- 2005: Wreck (Mit Romero, P-Tapes)
- 2006: Mental Derivatives / Shining Obsession (Mit Sewer Election, Segerhuva)
- 2006: A Purpose Not Necessary (Mit Black Leather Jesus, Dada Drumming)
- 2007: Live at the No Fun Fest 2007 (Mit Pain Jerk, No Fun Productions)
- 2009: For U.K. Show 20091106 (Mit T. Mikawa, Selbstverlag)
- 2013: Orujo & Sake (Mit Grassa Dato, Mattoid Records)
- 2013: Father Eggplant / Bomb Fixers (Mit Torturing Nurse, Viva Angel Edition)
- 2017: Phobiaphobia (Mit Harsh Noise Movement, HNM)
- 2017: 4 Way Split (Mit Noise Machine, God Pussy und Sleep of Ages, Selbstverlag)
- 2018: Incapacitants / Macronympha (Mit Macronympha, Bizarre Audio Arts)
- 2019: As Anti as Possible (Mit The New Blockaders, 4iB Records)
- 2021: Split (Mit Geert Kohler, Priest in Shit, JSH und Anonymous Masturbaudioum, SoundScape 713)
- 2023: Incapacitants / Savage Gospel (Mit Savage Gospel, White Centipede Noise)